# Pierre Saboureau
Pas d'image ? Cliquez ici

a Compétitions nationales et continentales officielles uniquement.

b Matchs officiels uniquement.
Pierre Saboureau, né le 6 mai 1948 à Perpignan et mort le 10 février 2018 au Boulou, est un joueur de rugby à XIII dans les années 1960 et 1970.
Il effectue la majeure partie de sa carrière sportive au XIII Catalan avant de la clore avec Palau. Avec le XIII Catalan, il remporte le Championnat de France en 1969 ainsi que la Coupe de France en 1969 et 1976.
Fort de ses performances en club, il est sélectionné à trois reprises en équipe de France entre 1968 et 1977 disputant la Coupe du monde 1977.

## Palmarès
- Collectif : 
  - Vainqueur de la Coupe d'Europe des nations : 1977 (France).
  - Vainqueur du Championnat de France : 1969[1] (XIII Catalan).
  - Vainqueur de la Coupe de France : 1969[1] et 1976 (XIII Catalan).
  - Finaliste du Championnat de France : 1970[1] (XIII Catalan).
  - Finaliste de la Coupe de France : 1977 (XIII Catalan).